# Brianka (1970)
Brianka (ukr. Брянка) – kuter desantowy projektu 1785 Marynarki Wojennej Ukrainy, były radziecki „D-455”.

## Historia
Okręt wodowano w 1970 roku w „Stoczni Azowskiej”. W tym samym roku kuter wprowadzono do służby w Marynarce Wojennej ZSRR jako „D-455”. Po rozpadzie ZSRR w 1991 roku, jednostkę przejęła Ukraina. W Marynarce Wojennej Ukrainy okręt wszedł do służby 15 kwietnia 1992 roku i nazwano „Tarpan”, a następnie nazwę zmieniono na „Brianka” od miasta Brianka. Jednostce nadano numer burtowy „U431”. „Brianka” była przeznaczona do transportu i prowadzenia desantu. Kuter wycofano ze służby 17 października 2013 roku.

## Konstrukcja
Wyporność okrętu bez ładunku wynosiła 38,8 tony, a z ładunkiem 102 t. Długość jednostki wynosiła 19,7 m, szerokość 4,9 m, a zanurzenie 1,36 m. Napęd zapewniały 2 silniki wysokoprężne 3D6 o mocy 150 KM każdy i 2 śruby. Jednostka mogła rozwinąć prędkość 7-8 węzłów i przepłynąć z tą prędkością 290 Mm. Wyposażenie stanowił radar nawigacyjny.